# Darren Collison
Darren Michael Collison (Rancho Cucamonga, 23 de agosto de 1987) é um ex-jogador norte-americano de basquete profissional que atuou por 10 temporadas na NBA. Collison, foi draftado em 2009 na primeira rodada pelo New Orleans Hornets. Ele disputou 10 temporadas e defendeu cinco equipes na liga: os Hornets (2009–2010), Indiana Pacers (2010–2012 e 2017–2019), Dallas Mavericks (2012–2013), Los Angeles Clippers (2013–2014) e Sacramento Kings (2014–2017). Ele deixou a NBA com médias de 12,5 pontos e 5,0 assistências, em 708 jogos (518 deles como titular).

## Estatísticas na NBA

### Temporada regular
| Ano     | Equipe        | PJ  | PT  | MPP  | %TC  | %3P  | %TL  | RPP | APP | ROB | TPP | PPP  |
| ------- | ------------- | --- | --- | ---- | ---- | ---- | ---- | --- | --- | --- | --- | ---- |
| 2009-10 | New Orleans   | 76  | 37  | 27.8 | .477 | .400 | .851 | 2.5 | 5.7 | 1.0 | .1  | 12.4 |
| 2010-11 | Indiana       | 79  | 79  | 29.9 | .457 | .331 | .871 | 2.8 | 5.1 | 1.1 | .2  | 13.2 |
| 2011-12 | Indiana       | 60  | 56  | 31.3 | .440 | .362 | .830 | 3.1 | 4.8 | .8  | .2  | 10.3 |
| 2012-13 | Dallas        | 81  | 47  | 29.3 | .471 | .353 | .880 | 2.7 | 5.1 | 1.2 | .1  | 12.0 |
| 2013-14 | L.A. Clippers | 80  | 35  | 25.9 | .467 | .376 | .857 | 2.4 | 3.7 | 1.2 | .2  | 11.4 |
| 2014-15 | Sacramento    | 45  | 45  | 34.8 | .473 | .373 | .788 | 3.2 | 5.6 | 1.5 | .3  | 16.1 |
| 2015-16 | Sacramento    | 74  | 15  | 30.0 | .486 | .401 | .858 | 2.3 | 4.3 | 1.0 | .1  | 14.0 |
| Total   | Total         | 421 | 299 | 29.3 | .465 | .366 | .850 | 2.7 | 5.0 | 1.1 | .2  | 12.4 |

### Playoffs
| Ano   | Equipe        | PJ | PT | MPP  | %TC  | %3P  | %TL  | RPP | APP | ROB | TPP | PPP |
| ----- | ------------- | -- | -- | ---- | ---- | ---- | ---- | --- | --- | --- | --- | --- |
| 2011  | Indiana       | 5  | 5  | 29.2 | .391 | .667 | .636 | 2.6 | 4.0 | 1.0 | .4  | 9.4 |
| 2012  | Indiana       | 11 | 0  | 18.6 | .514 | .364 | .870 | 1.3 | 3.0 | 1.3 | .0  | 8.7 |
| 2014  | L.A. Clippers | 13 | 0  | 19.2 | .389 | .083 | .867 | 2.1 | 2.4 | .5  | .1  | 8.5 |
| Total | Total         | 29 | 5  | 20.7 | .432 | .310 | .835 | 1.9 | 2.9 | .9  | .1  | 8.7 |